# Alexandre Choulguine
Alexandre Choulguine (en ukrainien : Олександр Якович Шульгин, Oleksandr Iakovytch Choulguine), né le 17 juillet 1889 à Sofyne, Gouvernement de Poltava sous l'Empire russe et mort le 4 mars 1960 à Vanves (France), est une personnalité politique, ministre, ambassadeur, scientifique, écrivain, rédacteur en chef de premier plan de l'Ukraine et du gouvernement ukrainien en exil.

## Biographie
Alexandre Choulguine est né dans le village de Sofyne, comté de Khorol dans le gouvernement de Poltava (aujourd'hui conseil rural d'Andriivka de l'ancien raïon de Khorol) dans la famille d'un historien et pédagogue Yakiv Choulguine dont l'héritage remonte aux officiers cosaques. 
Alexandre Choulguine s'est d'abord inscrit dans des études supérieures de mathématiques et de physique de l'université d'État de Saint-Pétersbourg en 1908. En 1910, il s'oriente vers des études d'histoire et de philosophie et obtint son diplôme universitaire en 1915. Plus tard jusqu'en 1917, il a travaillé à l'université en tant qu'assistant de professeur.
Pendant son séjour à Saint-Pétersbourg, Alexandre Choulguine a rejoint la communauté pétersbourgeoise de la Société des progressistes ukrainiens, une organisation politique secrète des Ukrainiens de l'Empire russe fondée en 1908 à l'initiative de membres de l'ancien Parti radical démocrate ukrainien pour coordonner le mouvement national ukrainien et le défendre contre le gouvernement russe et le nationalisme russe à l'époque de la dissolution de la deuxième Douma d'État (juin 1907). Pendant la révolution ukrainienne, les membres de la Société des progressistes ukrainiens ont occupé des postes clés au Rada central de la République populaire ukrainienne
À Petrograd, il était délégué du Conseil national ukrainien au Soviet de Petrograd. Pendant la Révolution de Février, Alexandre Choulguine est arrivé à Kiev pour rejoindre le Conseil central d'Ukraine et plus tard son comité exécutif. 
De juillet 1917 au 30 janvier 1918, il a été secrétaire d'État des affaires interethniques, puis ministre des Affaires étrangères. Pendant ce temps, il a participé à la rédaction du Statut de la Haute Administration de l'Ukraine et à l'organisation du Congrès des peuples de Russie qui a eu lieu en septembre 1917 à Kiev.
À partir de juillet 1918, Alexandre Choulguine fut choisi comme diplomate au sein du gouvernement au service de plusieurs missions diplomatiques de l'Ukraine en Europe lorsqu'il fut nommé ambassadeur d'Ukraine en Bulgarie par le gouvernement des Hetman d'Ukraine. 
En 1919, Alexandre Choulguine succède à Sergueï Yefremov comme ministre des Affaires étrangères. Il devint membre de la délégation ukrainienne à la Conférence de la paix de Paris et, le 15 novembre 1920, il dirigea la délégation ukrainienne à l'Assemblée générale de la Société des Nations à Genève.
À partir de 1921, Alexandre Choulguine a dirigé la mission diplomatique extraordinaire de l'Ukraine à Paris. 
De 1923 à 1927, Alexandre Choulguine vécut à Paris et fut professeur à l'Université libre ukrainienne et à l'Université nationale pédagogique Mykhailo Dragomanov, toutes deux à Prague, où il enseigna l'histoire et la philosophie. À Prague, il relança le Parti radical-démocrate, dont il prend la tête de son comité de Prague. 
En 1926, Alexandre Choulguine fut nommé Ministère des Affaires étrangères de l'Ukraine en exil, dirigeant à nouveau la politique étrangère ukrainienne jusqu'en 1936. 
En 1927, il publie à Paris le livre "L'Ukraine et le Cauchemar Rouge", édité par professeur Natalia Pazuniak aux éditions Tallandier. Ses écrits témoignent d'une analyse modérée et prudente, partisan du fédéralisme, conseillant d'aller vers l'autonomie, puis à l'indépendance juridique de l'Ukraine. 
En 1935, il publie à Paris "L'Ukraine contre Moscou" aux éditions F. Alcan.
De 1929 à 1939,  Alexandre Choulguine a été rédacteur en chef du magazine bimestriel ukrainien publié à Paris, La Revue de Prométhée qui reprenait les idéaux du Prométhéisme.
De 1933 à 1938, il dirigea l'une des unions internationales de la Société des Nations, et a présidé le Conseil principal de l'émigration.
De 1939 à 1940, Alexandre Choulguine est Président du Conseil des ministres de la République populaire ukrainienne en exil (équivalent à la fonction de Premier ministre).
Pendant la Seconde Guerre mondiale, sous l'occupation allemande de la France, Alexandre Choulguine  a été emprisonné de 1940 à 1941.
Après la Seconde Guerre mondiale, en 1946, Alexandre Choulguine créa la Société académique ukrainienne de Paris, dont il fut le président jusqu'en 1960. 
De 1948 à 1952, Alexandre Choulguine a représenté les Ukrainiens à l'Organisation internationale pour les réfugiés, puis jusqu'en 1960, a coopéré avec l'organisation française de protection des réfugiés et des apatrides au Ministre des affaires étrangères de la France .
De 1952 à 1960, il fut l'initiateur et le vice-président de l'Académie libre internationale de Paris, qui réunissait les scientifiques exilés. 
Le 4 mars 1960, Alexandre Choulguine meurt à Vanves à l'âge de 70 ans.